# Paul Backman
Paul Albert Backman (3 de dezembro de 1920 — 17 de março de 1995) foi um ciclista olímpico finlandês. Representou sua nação nos Jogos Olímpicos de Verão de 1948 e 1952.